# Erythrotriorchis radiatus
Erythrotriorchis radiatus là một loài chim trong họ Accipitridae.